# سانت كرويكس فولز (ويسكونسن)
سانت كرويكس فولز (بالإنجليزية: St. Croix Falls (town), Wisconsin)‏ هي بلدة تقع بولاية ويسكونسن في الولايات المتحدة. تبلغ مساحتها 82.5 (كم²)، وترتفع عن سطح البحر 359 م، بلغ عدد سكانها 1119 نسمة في عام 2000 حسب إحصاء مكتب تعداد الولايات المتحدة وتصل الكثافة السكانية فيها 14 نسمة/كم2.

## وصلات خارجية
- The US50 - Cities and Towns in Wisconsin State
- Wisconsin Cities and Towns, Facts, Map, Flag, Colleges, Government, and More